# John Naber
John Phillips Naber (ur. 20 stycznia 1956 w Evanston) – amerykański pływak. Czterokrotny mistrz olimpijski z Montrealu (1976). Czterokrotny rekordzista świata na dystansie 100 stylem grzbietowym i 200 stylem grzbietowym, pierwszy zawodnik w historii, który przepłynął 200 m stylem grzbietowym poniżej dwóch minut.

## Kariera sportowa
Na pierwszych w historii mistrzostwach świata w 1973 zdobył brązowy medal w wyścigu na 200 m stylem grzbietowym (2:06,91). Bezpośrednio przed Igrzyskami Olimpijskimi w Montrealu (1976), 19 czerwca 1976, pobił rekord świata w tej samej konkurencji wynikiem 2:00,64. Życiowy sukces odniósł na Igrzyskach Olimpijskich w Montrealu, gdzie zdobył cztery złote medale i jeden srebrny, bijąc równocześnie w czterech konkurencjach rekordy świata. Na 100 m stylem grzbietowym najpierw pobił rekord świata w półfinale (56,19 - 18 lipca 1976), a następnie w finale, zdobywając złoty medal, z czasem 55,49 (19 lipca 1976). Na 200 m stylem grzbietowym w półfinale pobił rekord olimpijski z wynikiem 2:02,01, a w finale (24 lipca 1976) zwyciężył, bijąc rekord świata wynikiem 1:59,19 (jako pierwszy zawodnik w historii poniżej dwóch minut). Zwyciężył także w sztafecie 4 × 200 m stylem dowolnym (z rekordem świata – 7:23,22) i sztafecie 4 × 100 m stylem zmiennym (z rekordem świata – 3:42,22), a na dystansie 200 m stylem dowolnym zajął drugie miejsce, z czasem 1:50,50.
Ponadto wygrywał na mistrzostwach USA (wiosna): 100 m stylem grzbietowym (1973, 1974, 1975, 1976, 1977), 200 m stylem grzbietowym (1973, 1974, 1975, 1976, 1977), 4 × 200 m stylem dowolnym (1974, 1975, 1976, 1977), 4 × 100 m stylem zmiennym (1974, 1975, 1977), 1650 y stylem dowolnym (1975), na mistrzostwach USA (lato): 100 m stylem grzbietowym (1974, 1975, 1976), 200 stylem grzbietowym (1973, 1974, 1975, 1976), na mistrzostwach NCAA: 500 m stylem dowolnym (1974, 1975), 100 m stylem grzbietowym (1974, 1975, 1976, 1977), 200 m stylem grzbietowym (1974, 1975, 1976, 1977), 4 x 100 m stylem dowolnym (1976), 4 × 200 m stylem dowolnym (1976, 1977), 4 × 100 m stylem zmiennym (1975, 1976)
Ukończył studia psychologiczne na University of Southern California.
Jego indywidualne rekordy świata przetrwały ponad siedem lat: na 100 m stylem grzbietowym do 6 sierpnia 1983, kiedy Rick Carey osiągnął wynik 55,44, na 200 m stylem grzbietowym do 3 sierpnia 1983, kiedy Rick Carey osiągnął wynik 1:58,93. 
W 1976 został wybrany najlepszym pływakiem na świecie. W 1977 otrzymał James E. Sullivan Award - nagrodę dla najlepszego amerykańskiego sportowca amatora, w 1982 został wybrany do International Swimming Hall of Fame.